# Cetoniinae
Cetoniinae Leach, 1815 è una sottofamiglia di Coleotteri scarabeidi diffusa in tutto il mondo, con particolare abbondanza di forme, talvolta gigantesche, nei paesi tropicali.
Sono fra gli insetti più noti e popolari anche fra i non esperti, e uno dei gruppi preferiti tra i collezionisti per la bellezza delle forme e lo splendore dei colori.

## Morfologia

### Adulto

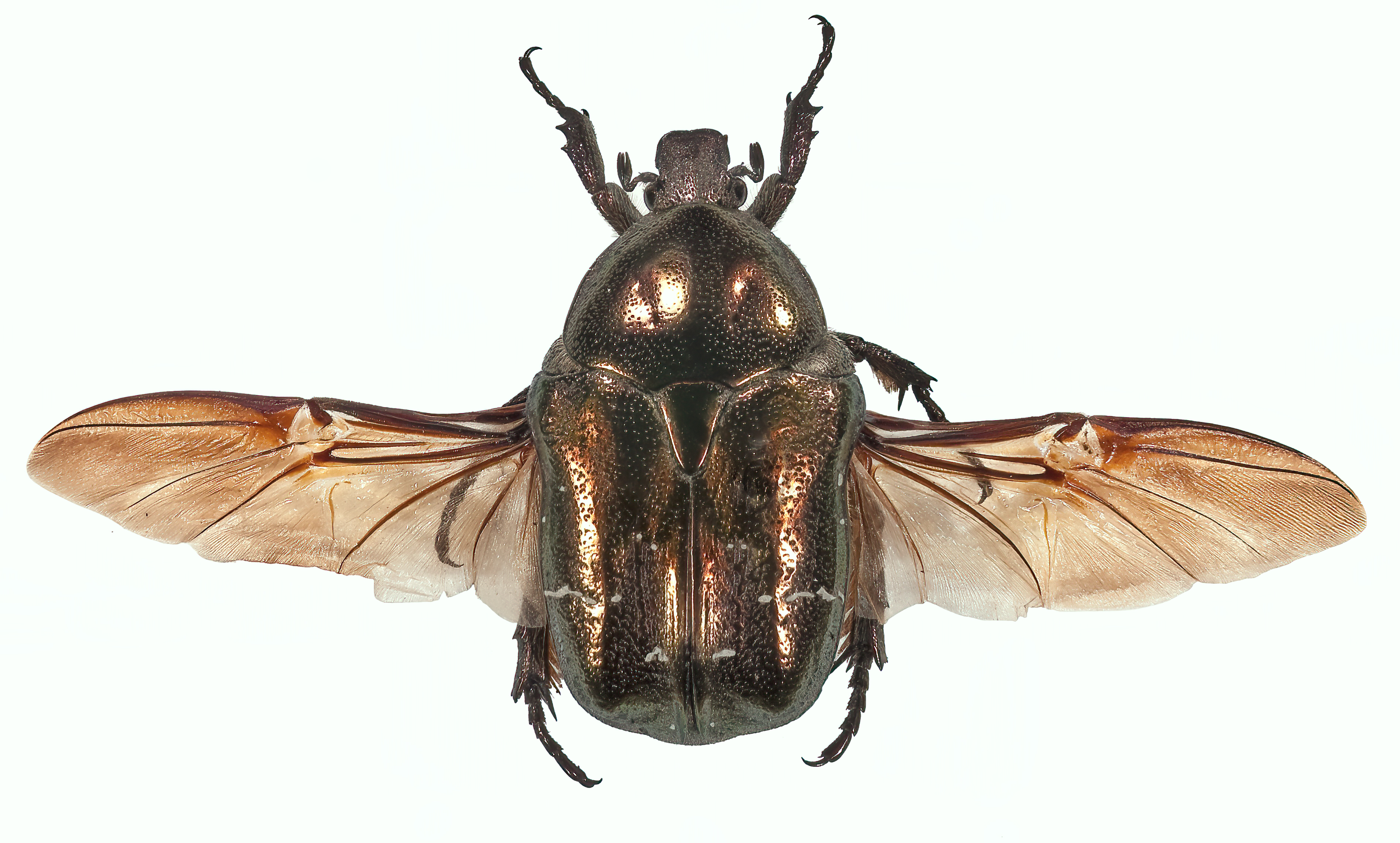
Protaetia fieberi con le ali spiegate: notare le elitre non discostate.

I Cetoniinae sono caratterizzati dalle elitre che hanno lateralmente un'incavatura sotto la quale si inseriscono le ali inferiori durante il volo. I rappresentanti di questa sottofamiglia, a differenza di tutti gli altri coleotteri, non discostano le elitre durante il volo.

Altre caratteristiche sono il protorace, praticamente saldato alle elitre ed il mesosterno che si prolunga in avanti formando un'appendice a forma di bottone o di corno.
Infine molte specie sono caratterizzate da avere gli epimeri del mesotorace visibili dal di sopra presso la base del pronoto.

Nella tribù Gymnetini, il pronoto si sovrappone allo scutello formando un lobo, mentre vistose corna cefaliche (a volte biforcute) sono presenti nei maschi della tribù dei Goliathini. Un'altra tribù che presenta individui dotati di corna sono i Phaedimini, in particolare il genere Theodosia in cui i maschi presentano corna simili a quelle dei dinastini del genere Dynastes.

### Larva

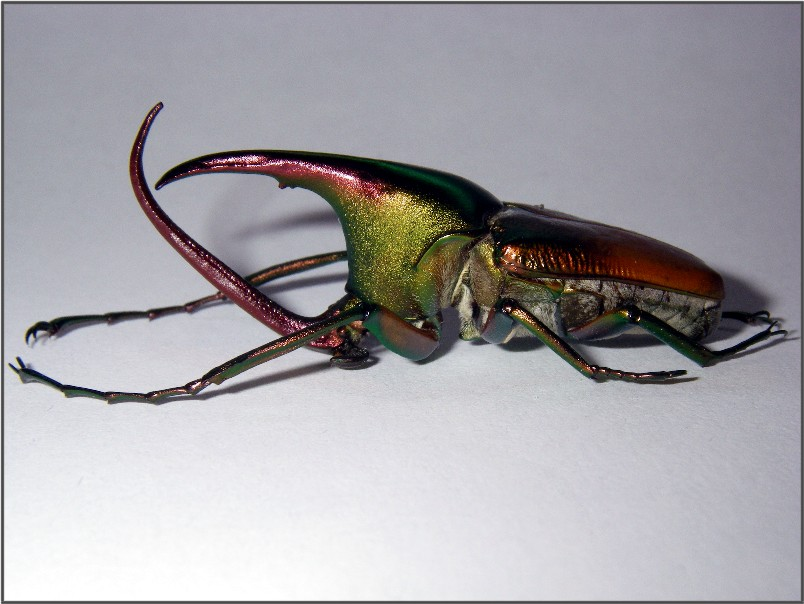
Theodosia viridiaurata.

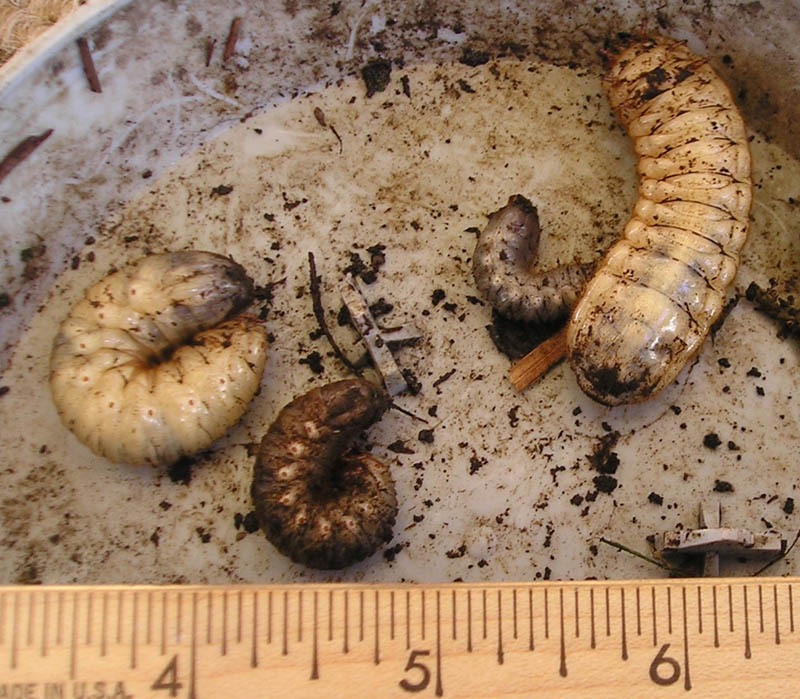
Larve di Cetoniini. A destra è visibile una larva in movimento sulla schiena

Come tutti gli Scarabaeoidea, anche le larve dei Cetoniinae sono di tipo melolontoide, cioè a forma di "C". A differenza delle altre, sono tuttavia in grado di muoversi al di sopra del terreno "camminando" sulla schiena, non con l'aiuto delle zampe, ma attraverso movimenti ondulatori che fanno perno sull'occipite e sul pigidio.

## Biologia
La biologia dei Cetoniinae varia a seconda delle specie prese in esame. La maggior parte di esse sono di abitudini diurne e si nutrono di fiori, frutta matura e ninfa sgorgante dagli alberi. Tuttavia esistono specie (come quelle appartenenti alla tribù Cremastocheilini) che sono predatori di larve di altri insetti, in particolare di quelle di formica.

## Sistematica
La sottofamiglia Cetoniinae è attualmente suddivisa nelle seguenti tribù:
- Cetoniini Leach, 1815
- Cremastocheilini Burmeister and Schaum, 1841
- Diplognathini Burmeister, 1842
- Goliathini Latreille, 1829
- Gymnetini Kirby, 1827
- Phaedimini Schoch, 1894
- Schizorhinini Burmeister, 1842
- Stenotarsiini Kraatz, 1880
- Taenioderini Mikšić, 1976
- Trichiini Fleming, 1821
- Valgini Mulsant, 1842
- Xiphoscelidini Burmeister, 1842

In Italia sono presenti tre tribù:
- Cetoniini,con parecchie specie appartenenti a diversi generi
- Trichiini, con i generi Gnorimus,Osmoderma e Trichius
- Valgini, con la sola specie Valgus hemipterus